# 4246 Телеманн
4246 Те́леманн (4246 Telemann) — астероїд головного поясу, відкритий 24 вересня 1982 року.
Тіссеранів параметр щодо Юпітера — 3,632.